# Quinault (langue)
Cet article concerne la langue quinault. Pour le peuple quinault, voir Quinault (peuple). Pour les autres significations, voir Quinault.
Le quinault  est une langue amérindienne de la famille des langues salish parlée à l'origine par les Quinaults aux États-Unis, sur la côte pacifique de l'État de Washington, le long de la rivière Quinault.
À partir des années 1860, le déplacement dans une réserve multi-ethnique a provoqué le déclin de l'usage de la langue.
Selon G. Rowicka, les derniers locuteurs sont morts dans les années 1980. La langue est éteinte.
Un projet de revitalisation linguistique de la langue quinault a été développé par Cosette Terry-itewaste et, en 2020, au moins 150 Quinault ont suivis des cours.

## Prononciation
|             | Antérieures | Centrales | Postérieures |
| ----------- | ----------- | --------- | ------------ |
| Fermées     | /i/ ‹ i ›   |           | /u/ ‹ u ›    |
| Fermées     | /ɪ/ ‹ ɪ ›   |           |              |
| Mi-fermées  |             |           |              |
| /e/ ‹ e ›   | /ə/ ‹ ə ›   | /o/ ‹ o › |              |
| Mi-ouvertes | /ə/ ‹ ə ›   |           |              |
| Ouvertes    | a /a/       |           |              |

|                                | Bilabiales | Bilabiales | Alvéolaires | Alvéolaires | Postalvéolaires | Postalvéolaires | Palatales   | Palatales  | Vélaires   | Vélaires  | Labio-vélaires | Labio-vélaires | Uvulaires  | Uvulaires  | Glottales | Glottales |
| ------------------------------ | ---------- | ---------- | ----------- | ----------- | --------------- | --------------- | ----------- | ---------- | ---------- | --------- | -------------- | -------------- | ---------- | ---------- | --------- | --------- |
| Nasales                        |            | /m/ ‹ m ›  |             | /n/ ‹ n ›   |                 |                 |             |            |            |           |                |                |            |            |           |           |
| Occlusives                     | /p/ ‹ p ›  |            | /t/ ‹ t ›   |             |                 |                 |             |            | /k/ ‹ k ›  | /ɡ/ ‹ g › |                |                | /q/ ‹ ḳ ›  | /q/ ‹ ḳ ›  | /ʔ/ ‹ ʔ › | /ʔ/ ‹ ʔ › |
| Affriquées                     |            |            | /ts/ ‹ c ›  |             |                 |                 | /tʃ/ ‹ č ›  | /dʒ/ ‹ j › |            |           |                |                |            |            |           |           |
| Fricatives                     |            |            | /s/ ‹ s ›   |             | /ʃ/ ‹ š ›       | /ʃ/ ‹ š ›       |             |            | /x/ ‹ x̣ ›  |           |                |                |            |            | /h/ ‹ h › | /h/ ‹ h › |
| Spirantes latérales            |            |            |             | /l/ ‹ l ›   |                 |                 | /j/ ‹ y ›   | /j/ ‹ y ›  |            |           | /ʍ/ ‹ W ›      | /w/ ‹ w ›      |            |            |           |           |
| Fricatives latérales           |            |            | /ɬ/ ‹ ɫ ›   |             |                 |                 |             |            |            |           |                |                |            |            |           |           |
| Occlusives éjectives           |            |            | /tʼ/ ‹ t̓ ›  |             |                 |                 |             |            | /kʼ/ ‹ k̓ › |           |                |                | /qʼ/ ‹ ḳ̓ › | /qʼ/ ‹ ḳ̓ › |           |           |
| Affriquées éjectives           |            |            | /tsʼ/ ‹ c̓ › |             |                 |                 | /tʃʼ/ ‹ č̓ › |            |            |           |                |                |            |            |           |           |
| Affriquées latérales éjectives |            |            | /t͡ɬʼ/ ‹ ƛ̓ › |             |                 |                 |             |            |            |           |                |                |            |            |           |           |
| Spirantes latérales éjectives  |            |            |             | /lʼ/ ‹ l̓ ›  |                 |                 |             |            |            |           |                |                |            |            |           |           |